# Leonor Ordóñez (distrito)
Leonor Ordóñez é um distrito da província de Jauja, localizado do Departamento de Junín, Peru.

## Transporte
O distrito de Leonor Ordóñez é servido pela seguinte rodovia:
- PE-3SB, que liga o distrito de Jauja ao distrito de Sicaya[2][3][4]